# P.O.D.
P.O.D.（ピー・オー・ディー）は、アメリカ合衆国のニュー・メタル・バンド。1992年にカリフォルニア州サンディエゴにて結成された。
バンド名はPayable On Death（「死による贖い」の意）の略称であり、メンバー全員が敬虔なクリスチャンである。
代表曲は「Southtown」、「Alive」、「Will You」、「Goodbye For Now」、そして映画『マトリックス リローデッド』の主題歌でもある「Sleeping Awake」など。現在までに9枚のスタジオ・アルバムをリリースし、総売り上げは1,000万枚を超える。

## 概要
1999年にクリスチャン・ラップメタル・バンドとしてメジャー・デビュー。その後もリンプ・ビズキットやパパ・ローチ等と共にラップメタルの世界的大ブームに貢献。また、彼等の出世作となった2001年発表のセカンド・メジャー・アルバム『サテライト』は、全世界で500万枚以上を売りあげる大ヒットを記録した。2003年には、映画『マトリックス リローデッド』の主題歌も担当するなど、ラップメタル・バンドとして一時代を築いた。
その後は時代の潮流に合わせ、音楽性も徐々にオルタナティヴ・メタルへと変貌を遂げている。

## メンバー

### 現メンバー
- ソニー・サンドバル (Sonny Sandoval) - ボーカル（1992年-現在）
- マルコス・クーリアル (Marcos Curiel) - ギター（1992年-2003年、2006年-現在）
- トレイ・ダニエルズ (Traa Daniels) - ベース（1994年-現在）
- ワヴ・バーナード (Wuv Bernardo) - ドラム（1992年-現在）

### 旧メンバー
- ゲイブ・ポーティロー (Gabe Portillo) - ベース（1992年-1994年)
- ジェイソン・トゥルービー (Jason Truby) - ギター（2003年-2006年)

## ディスコグラフィ

### スタジオ・アルバム
- Snuff the Punk (1994年、Rescue)
- Brown (1996年、Rescue)
- 『サウスタウン』 - The Fundamental Elements of Southtown (1999年、Atlantic) ※全米初登場51位。全世界トータルセールス50万枚
- 『サテライト』 - Satellite (2001年、Atlantic) ※全米初登場6位。全世界トータルセールス500万枚
- 『ペイアブル・オン・デス』 - Payable on Death (2003年、Atlantic) ※全米初登場9位。全世界トータルセールス130万枚
- 『テスティファイ』 - Testify (2006年、Atlantic) ※全米初登場9位。全世界トータルセールス50万枚
- When Angels & Serpents Dance (2008年、INO) ※全米初登場9位。全世界トータルセールス19万枚
- 『マーダード・ラヴ』 - Murdered Love (2012年、Razor & Tie)
- The Awakening (2015年、T-Boy)
- Circles (2018年、Mascot)